# 江東区立豊洲西小学校
江東区立豊洲西小学校（こうとうくりつ とよすにししょうがっこう）は、東京都江東区豊洲5丁目にある公立小学校。
児童数1036人、30学級、教職人数44人（令和4年4月現在）。2021年に第二校舎が設置された。

## 概要
豊洲地区の児童数の増加により江東区立豊洲小学校と江東区立豊洲北小学校だけでは足りなくなったため、2015年に開校。
学区は5丁目と6丁目。第一・第二校舎ともに4階建てで、体育館棟は2階建て。

## 沿革
- 2015年（平成27年）
  - 4月1日 - 豊洲6丁目にて開校。
  - 4月6日 - 設立。第1回入学式・開校・始業式の各式典挙行（全10学級・274名）。
  - 6月6日 - 第1回運動会開催。
  - 12月12日 - 開校記念式典挙行。
  - 12月18日 - 第1回展覧会開催。
- 2016年（平成28年）
  - 3月24日 - 最初の修了式挙行。
  - 3月25日 - 第1回卒業式挙行。最初の卒業生は17名。
- 2019年（令和元年）11月 - 第二校舎着工。
- 2020年（令和2年）4月 - 第二校舎供用開始。

## 歴代校長
- 初代:佐藤勝行（2015年4月1日 - 2020年3月31日）
- 2代:青木雄二（2020年4月1日 - 2023年3月31日）
- 3代:櫛田光治（2023年4月1日 - ）

## 周辺
- グローバルキッズ豊洲園 - 敷地が隣接し、かつ進学前保育園のひとつ。
  - このほか、キッズポケット豊洲保育園などの幼稚園・保育園も点在する。
- 昭和大学江東豊洲病院 - 敷地が隣接。
- 江東区立豊洲ぐるり公園 - 敷地が隣接。
- 江東区立豊洲六丁目第二公園
- 東雲運河
  - 東電堀
- ゆりかもめ東京臨海新交通臨海線豊洲駅
- 東京都道484号豊洲有明線
  - 学校付近でゆりかもめは都道484号の上を通る。
- 東京消防庁深川消防署豊洲出張所
- 江東区立豊洲公園
- がすてなーにガスの博物館
- 東京都道304号日比谷豊洲埠頭東雲町線
  - 学校付近で東京メトロ有楽町線は都道304号の地下を通る。
- 芝浦工業大学附属中学高等学校

## アクセス
- 東京メトロ有楽町線豊洲駅「6b」から、都道484号線・江東区道江172号線経由で、徒歩約430m・約7分。
- ゆりかもめ東京臨海新交通臨海線豊洲駅（出口1）から、徒歩約410m・約6分。
- 都営バス「深川五中前」停留所より、都道304号線・江東区道江052号線経由で、
  - 1番のりばから、徒歩約350m・約5分。
  - 2番のりばから、徒歩約295m・約4分。

## 進学先中学校
- 江東区立深川第五中学校 - 豊洲5丁目（1番13号を除く）から通う児童の主な進学先
- 江東区立有明西学園（後期課程） - 豊洲5丁目（1番13号のみ）と豊洲6丁目から通う児童の主な進学先